# البديعيات
البديع هو تزيين الألفاظ أو المعاني بألوان بديعية من الجمال اللفظي أو المعنوي، ويسمى العلم الجامع لطرق التزيين بعلم البديع وهو أحد العلوم الثلاثة في البلاغة العربية (المعاني، والبيان، والبديع)، والبديعيات هي قصائد شعرية مُحَلَّاةٌ بألوان البديع التي تبلغ أربعين ومائة لونًا أو يزيد.

## مفهوم البديعيات
هي قصائد في مديح النبي محمد (صلى الله عليه وسلم) مُحَلَّاةٌ بألوان البديع التي تبلغ أربعين ومائة لون أو تزيد وأقدم نماذجها «الكافية البديعية في المدائح النبوية» لصفي الدين الحلي
تعد بديعية صفي الدين الحلي، أبو المحاسن، عبد العزيز بن سرايا السنبسي الحلي (ت:750هـ) السمامة بـ (الكافية البديعية في المدائح النبوية) تعد أول بديعية مكتملة في تاريخ (البديعيات) ويبقى السفي الحلي أقدم من نظم بديعية مكتملة " وقد حرص على معارضتها والنسج على منوالها أكثر من سبعين شاعراً، نظموا بديعياتهم على غرار ما فعله الصفي الحلي متخذين (البحر البسيط) وزناً، و(الميم المكسورة) رويا و(مدح الرسم الأعظم) موضوعاً، وقد ضمنوا كل بيت من أبيات بديعياتهم شاهداً على فن بديعي، وربما ذكر بعضهم اسم الفن البديعي صراحة في أبيات بديعية، وهو ما لم يلزم به الحلي نفسه في بديعيته. وقد جاءت بديعية الحلي في مائة وخمسة وأربعين بيتاً ضمنها مائة وواحدا وخمسين نوعاً بديعياً، وجاءت البديعيات بعده كلها قصائد مطولة وصل بعضها على ما يقرب من ثلاثمائة بيت، ونادراً ما يأتي منها في أقل من سبعين بيتاً.
هكذا كان تأثير هذه البديعية على الآخرين من أصحاب البديعيات ويبقى أن نعرف مدى تأثير صاحب هذه البديعية بشاعر آخر سبقه إلى مديح النبي عليه الصلاة والسلام دون أن يهدف إلى تضمين قصيدته أنواع البديع، فلم تكن قصيدته بديعية بل هي مدحه في الرسول وأهل بيته وصحابته.
ومطلعها:
وطريقته أن يجعل كل بيت فيها على لون من ألوان البديع

## إطلالة سريعة على فن المدائح النبوية
من بين الموضوعات التي تنتظم في سلك الأدب الإسلامي موضوع المدائح النبوية وهو في إطار الشعر العربي يكاد يكون فناً قائماً بذاته، وهو فن يتميز بالاستمرارية من ناحية، وإقبال الناس عليه من ناحية أخرى.
إن الأعشى كان قد خرج من بلده قاصداً الرسول الكريم إبان هدنة صلح الحديبية، غير أنه مات في طريقه قبل أن يتحقـق له مبتغاه، وأما ما ورد في جلِّ تلك الروايات عن محاولات الكفار رد الأعشى عن مقصده، لأن محمداً يحرم الخمر والزنا والقمار، فهي أخبار ملفقة أسقطها أصحابها على الشاعر بسبب غرامه المعروف بالخمر والنساء في محاولة منهم لتفسير سبب عدم إسلامه.
وأما ما ذهب إليه الدكتور عبد العزيز ناصر المانع في بحثه الموسوم بـ (وفادة الأعشى على الرسول، أهي صحيحة) من أن هذا الشاعر كان قد دخل الإسلام، ثم نظم هذه القصيدة، ورحل بها إلى المدينة ليعلن إسلامه (وينشد قصيدته أمام النبي) وأن الذي حال بينه وبين دخول المدينة هو وفاة الرسول عليه السلام (فعاد أدراجه إلى اليمامة، ولم يدخل المدينة، ولم ينشد قصيدته) أما بالنسبة للاستمرارية فيكفي أن نتتبعه بدءاً من دالية الأعشى، التي يقول فيها عن النبي محمد:
ومرورا بقصيدة (بانت سعاد) لكعب بن زهير التي يقول فيها:
ثم قصائد حسان بن ثابت، الذي أطلق عليه لقب (شاعر الرسول)، والذي قام في مرحلة استقرار الدولة الإسلامية بدور إعلامي هام في الرد على دعايات المشركين، وتفنيد مفترياتهم، يقول:

## نشأة البديعيات
وهذه الأسباب هي التي دعته إلى نظم هذه القصيدة أضف إليها أنه عندما نام رأى في منامه رسول الله صلى الله عليه وسلم فمسح على وجهه بيده المباركة، وألقى عليه البردة.
فاستهل هذه القصيدة بمقدمة غزلية حن فيها إلى ديار الحبيب، والحبيب هو رسول الله صلى الله عليه وسلم، والديار هي أطر للمدينة المنورة.
انتشرت هذه القصيدة انتشارا منقطع النظير، وحاول الكثير من شعراء العربية مجاراتها والنسج على منواها ومعارضتها، حتى كانت الميم مطية كل الذي ساروا على نهج البصيري –مع أن البصيري مسبوق بقصيدة ابن الفارض الميمية- ومطلع بردة البصيري هو:
بعد هذا العرض يظهر أن الاختلاف في الرأي هذا يعود إلى عدم الدقة تعريف البديعيات وإذا عرفنا الفرق بين البديعيات والمدائح النبوية فإننا نستطيع تحديد نشأتها.

## الفرق بين البديعيات والمدائح النبوية
والفرق بين البديعيات والمدائح النبوية يكمن في أن البديعيات قصائد منظومة في مدح الرسول صلى الله عليه وسلم على البحر البسيط، وعلى روى الميم المكسورة أضاف أصحابها إلى شعرهم ألوان بديعية صراحة أو ضمنا لكن المدائح النبوية هي قصائد في مدح رسول الله صلى الله عليه وسلم، دون أن تضاف لها ألوان البديع.
قصيدة أمير الشعراء أحمد شوقي ومعارضته للبوصيري ومطلعها:
تستقطب الإبداعات الأدبية الفذَّة الدراسات عنها ساعة نشوئها، فتصبح كالقطب تدور حوله الأفلاك، أو كالحسناء تتلهف لها القلوب، وهكذا تكون محط أنظار الباحثين والجهابذة، كلٌ يتناولها بإِنائه فيضفي عليها لونا ومعنى من ذلك الإناء، فيحصل بذلك التفاعل ألتأثر والتأثير والتطور، وأن أفق ذلك التفاعل ومقداره، يكون بمستوى ذلك العمل الإبداعي.
وهكذا بردة محمد سعيد البوصيري (- 696هـ)، سمت في سماء المجد، فتطلع إلى ألَقها وَعَبقها أهل الذوق والمعرفة من الذين عاصروه إلى وقتنا الحاضر، فمن الذين عاصروه خطاط الخليفة العباسي المستعصم بالله وكاتبه ياقوت المستعصي (- 698هـ)حيث يحتفظ المركز الوطني للمخطوطات بمخطوطة لقصيدة البردة بخط يده سنة (673هـ)تزخر بالألوان الزاهية ومذهبة ومزوقة، وسبّعها العالم الكامل ناصر الدين بن عبد الله بن عمر البيضاوي (- 685هـ) الذي يبدأ كل تسبيع منها بلفظ الجلالة (الله), وشرحها الشيخ عبد السلام بن ادريس المراكشي (- 660هـ)، أما التطور النوعي لها فحدث في نشوء البديعيات التي تعد خطوة في تطور اللغة والأدب، وأول المبدعين لها عبد العزيز بن سرايا المشهور بصفي الدين الحلي (677هـ - 750هـ)، وقيل أبو عبد الله محمد بن احمد بن علي بن جابر الأندلسي النحوي (698هـ- 780هـ) ثم سار في ركبهم كثير من الفضلاء، ومنهم من نظم أكثر من بديعية.
واستمر سلطان تأثير البردة في الساحة الأدبية على مر القرون في اَصقاع واسعة من المعمورة إلى وقتنـا الحاضر، حيث ترجمت إلى كثيـر من اللغات الشرقية والغربيـة، والبربريـة والانكليزيـة والالمانيـة والفرنسيـة والإسبانيـة والروسيـة والصينيـة والأردية والفارسيـة والكرديـة وغيرهـا من اللغات الحيّـة، وطبعت مئات الطبعات، ولـم تفـارق أَيادي المسلميـن وعقولهم.

## قوائم مجالات التأثير للبردة والبديعيات

### أولا البردة
- ببلوجرافيا شروح قصيدة بردة البوصيري:

أ- كشف الظنون لحاجي خليفة ورد فيه (44) شرحا.
ب- تأريخ الأدب العربي لكارل بروكلمان ورد فيه (79) شرحا تكرر منه (26) شرحا في كشف الظنون بقي 53 شرحا.
جـ- المركز الوطني للمخطوطات بغداد ورد فيه (18) شرحا تكرر منها (9) شروح في كشف الظنون بروكلمان بقي (9) شروح.
د- المدائح النبوية د. زكي مبارك ورد فيه (20) شرحا تكرر منها (15) شرحًا في كشف الظنون بروكلمان بقي (5) شروح.
هـ المتفرقة المشار إليهم في القوائم المرفقة (10)شروح تكرر شرح واحد في بروكلمان والباقي (9)شروح.
1- المجموع الكلي للشروح (120) عشرون ومائة شرح
2- المعارضات للبردة: 

(11) إحدى عشرة معارضه: 

3- تسبيعات البردة: 

في كشف الظنون (1)، وفي تأريخ الأدب لبروكلمان (10)، وفي المركز الوطني للمخطوطات بغداد (2) تكررت عند بروكلمان، وفي المدائح النبوية للدكتور مبارك (2) تكررت واحده عند بروكلمان.المجموع الكلي للتسبيعات (12) اثنا عشر تسبيع.

4- تخميسات البردة: 

ورد في كشف الظنون (14) تخميسا، وفي تأريخ الأدب لبروكلمان (40) تخميسًا أربعة منها تكررت في كشف الظنون فالباقي (36) تخميسًا، وورد في المركز الوطني للمخطوطات (10) تخميسات تكرر منه واحد في بروكلمان بقي (9)، في المصادر المتفرقة المذكور في القوائم (11) تخميس.
- المجموع (70) سبعون تخميسا.
5- تشطيرات وتضمينات البردة:

ورد في تأريخ الأدب لبروكلمان (17) تشطير، وفي المركز الوطني للمخطوطات (2) تشطيرين، وفي المدائح النبوية د. زكي مبارك (10) تكرر منها (8) في بروكلمان بقي (2) تشطيران، مقدمة المحقق لشرح البردة للشيخ خالد الأزهري) محمد علي حسن (5) تشطيرات تكرر منها (2) في بروكلمان بقي (3) تشطيرات.المتفرقة تشطير واحد المجموع (25) خمسة وعشرون تشطيرًا.

6- البديعيات:
ذكر في المدائح النبوية الدكتور زكي مبارك (17) بديعية، وفي بحوث بلاغية للدكتور أحمد مطلوب ذكر (20) بديعية تكرر منها (11) في المدائح النبوية بقي (9) بديعيات، وفي الروض النضير ذكر واحدة، وبديعيتان عند جرجي زيدان.
- المجموع (29) تسعة وعشرون بديعية.
7- تسديس البردة: واحد – لمجهول في المركز الوطني للمخطوطات بغداد.
8- تتسيع البردة: واحد لمجهول – برلين كارل بروكلمان.
9- ترجمتين للبردة: – فارسيه وتركية –برلين.
10- مخطوطة لقصيدة البردة: للخطاط المشهور ياقوت المستعصمي سنة (673 هـ).
الشروح التي وردت في كشف الظنون لحاجي خليفة من ص1331 إلى ص1336–المجلد الثاني:
1- شرح للشيخ علي بن محمد البسطامي الشاهودي المعروف بمصنفك (- 875 هـ).
2- الزبدة في شرح البردة للشيخ بدر الدين محمد بن محمد الغزي (- 984 هـ).
3- شرح للشيخ محي الدين محمد بن مصطفى المعروف بشيخ زادة (- 951 هـ).
4- ارتشاف الشهدة في شرح قصيدة البردة للشيخ القاضي بحرين رئيس بن الهاروني المالكي.
5- شرح المولى عبيد الله ((محمد)) بن يعقوب الفناري [ صاري ] (- 936 هـ).
6- شرح حسام الدين حسن بن... العباسي (- هـ).
7- شرح شرف الدين علي اليزدي (- 828 هـ) ((808)).
8- شرح شمس الدين عبد الله محمد بن عبد الرحمن الزمردي الشهير بأبن الصائغ (- 776 هـ).
9- شرح كمال الدين حسين في حدود (- 840 هـ).
10- شرح جمال الدين عبد الله بن يوسف المعروف بابن هشام النحوي (- 761 هـ).
11- الزبدة في شرح قصيدة البردة ثم اختصره الشيخ زين الدين خالد بن عبد الله الأزهري (- 905 هـ).

12- شرح مختصر جلال الدين محمد بن أحمد المحلى الشافعي (- 864 هـ).

13- له شرح أقتصر على حل ألفاظها ثم شرحها شرحا مبسوطا سماه نزهة الطالبين وتحفة الراغبين أحمد بن محمد بن أبي بكر ((لعله المرعشي)) (- هـ).
14- شرح خير الدين خضر بن عمر العطوفي في (- 948 هـ).
15- وشي البردة زين الدين أبو العز (أبو المظفر) طاهر بن حسن المعروف بابن حبيب الحلبي (- 808 هـ).
16- الاستيعاب لما فيها من البيان والإعراب وإظهار صدق المودة في شرح قصيدة البردة أبو عبد الله محمد بن أحمد بن مرزوق التلمساني (- 781 هـ).
17- شرح البردة بالعربي والآخر بالتركي أحمد بن مصطفى الشهير بلالي (- هـ).
18- شرح البردة وهو مختصر تركي مصطفى بن بالي (- هـ) والمولي معروف.
19- طراز البردة المولي محمد الشهير بابن بدر الدين المنشي (الرومي الأقحصاري الحنفي) شيخ الحرم المحمدي (- 1001 هـ).
20- شرح الشيخ رضي الدين يوسف بن أبي اللطيف [ اللطف ] القدسي الشافعي (- 1006 هـ).
21- شرح بدر الدين (محمد بن بهادر) الزركشي (- 794 هـ).
22- إغاثة اللهفان عبيد الله بن محمد بن يعقوب (- هـ) وكان حيًا سنه (932 هـ).
23- النبذة في طي العدة لنشر معاني البردة (من مجموعة من الشروح) شمس الدين أبو عبد الله محمد بن حسن القدسي البرموني (- حوالي 990 هـ).
24- شرح البردة (وهو شرح مختصر جمعه بعض تلامذته من إملائه في الحرم النبوي) الشيخ جلال الدين الخجندي نزيل الحرم (((- 803 هـ))).
25- شرح العلامة أبو شامة عبد الرحمن بن إسماعيل القدسي الشافعي المقري النحوي المؤرخ (- 665 هـ).
26- شرح أبي العباس أحمد الأزدي المعروف بالقصار توفي بعد (- 765 هـ).
27- شرح حسن بن حسين التالشي (- هـ).
28- نزهة الطالبين وتحفة الراغبين الفاضل مسعود بن محمود يحيى الحسيني (- هـ) علمًا هناك شرح بنفس العنوان لأحمد بن محمد بن أبي بكر ((لعلهُ المرعشي)) في التسلسل (13).
29- نتايج الأفكار ليحيى بن منصور بن يحيى الحسني (- هـ).
30- نزهة الطالبين وتحفة الراغبين وله مختصر آخر الأمام فخر الدين أحمد بن محمد بن أبي بكر محمد الشيرازي (- هـ) وقد ورد هذا العنوان لأحمد بن محمد بن أبي بكر ((لعلهُ المرعشي)) تسلسل (13) ولمسعود بن محمود بن يحيى، تسلسل (28).
31- شرح للفاضل الحسن بن محمد بن الحسن الحنفي النخعي (- هـ).
32- البدرة المضية في شرح الكواكب الدرية محمد بن منلا أبي بكر بن محمد بن منلا سليمان الكردي السهراني الحنفي (- هـ).
33- شرح البردة بالفارسية ممزوج لغضنفر بن جعفر الحسيني (- هـ).
34- شرح جلال الدين بن قوام بن الحكم (- هـ).
35- ومن أحسن شروحها شرح نور الدين على القارى (- 1014 هـ).
36- شرح بالتركي شرح مختصر للشيخ سعد الله الخلوتي (- هـ).
37- مشارق الأنوار ألمضيه في شرح الكواكب الدرية الشيخ شهاب الدين أحمد بن محمد القسطلاني (شارح البخاري)، (- 923 هـ).
38- شرح مؤلف للوزير محمود باشا ولم يذكر اسم الشارح.
39- شرح بالتركية شرح مبسوط ليحيى بن عبد الله الدفتري المصري (- هـ).
40- شرح بعض المدنيين (المدرسين)بعد القراءة على الشيخ عفيف الدين عبد الله بن محمد بن أحمد بن خلف بن عيسى السعدي المطري (ألمطرزي)(- هـ) وعليه حواشي من الشارح.
41- الزبدة الرائقة في شرح البردة الفائقة وهو شرح ممزوج مختصر القاضي زكريا بن محمد الأنصاري (- 926هـ).
42- شرح بالفارسية عصام الدين إبراهيم بن عربشاه الأسفراني (- 944 هـ).
43- طيب الحبيب هدية إلى كل محب لبيب لجلال الدين أحمد بن محمد بن محمد الخجندي ولد سنة (719 هـ).
44- شرح للأمام المدني ذكره حسين الواعظ.

45- شرح عبد الرحمن بن إسماعيل أبي شامة (- 665 هـ / 1268 م) [ ورد في قائمة كشف الظنون تسلسل (25) ].
46- شرح عمر بن عبد الرحمن الفارسي (- 745 هـ / 1344 م).
47- شرح أبي عثمان سعيد بن يوسف الإلبيري (- حوالي 751 هـ / 1350 م).
48- شرح أبي العباس أحمد بن محمد بن عبد الرحمن الأزدي القصار التونسي (- بعد 765 هـ / 1364 م) [ ورد في قائمة كشف الظنون تسلسل (26) ].
49- شرح شهاب الدين أبي العباس أحمد بن يحيى بن أبي حجلة التلمساني (776 هـ / 1374 م).
50- الرقْم لشمس الدين محمد بن عبد الرحمن الزمردي بن الصائغ (- 776 هـ / 1375 م)، وعليه حاشية. [ ورد في قائمة كشف الظنون تسلسل (8) ].
51طب الحبيب في شرح قصيدة الحبيب = اِظهار صدق المودة، لشمس الدين محمد بن مرزوق التلمساني (- 781هـ / 1379 م) [ ورد في قائمة كشف الظنون تسلسل (16) ].
52- شرح سعد الدين التفتازاني (- 791 هـ / 1389 م).
53- شرح جلال الدين أبي طاهر أحمد الخوجندي (- 802 هـ / 1399 م) [ ورد في قائمة كشف الظنون تسلسل (43) ].
54- وشي البردة لزين الدين أبي المظفر طاهر بن حسن بن عمر حبيب الحلبي (- 808 هـ / 1405 م) [ ورد في قائمة كشف الظنون تسلسل (15) ].
55-شرح شهاب الدين أبي العباس أحمد بن عماد الدين عبد الباقي الأقفهسي (- 808هـ/1405م).
56- شرح أحمد بن عمر الدولة آبادي (- 849 هـ / 1445 م).
57- نزهـة الطالبيـن وتحفـة الراغبيـن لأحمـد بـن أبـي بكـر الشيـرازي (ورد في قائمة كشف الظنون تسلسل (30).).
58- شرح يوسف البساطي (- هـ).
59- الأنوار المضيئة لمحمد بن أحمد المحلي (- 864 هـ / 1459 م) وعليه حاشية لمحمد عرفة الدسوقي [ ورد في قائمة كشف الظنون تسلسل (12) ].
60- شرح على بن محمد مصنفك البسطامي (- 875 هـ / 1470 م) [ ورد في قائمة كشف الظنون تسلسل (1) ].
61- شرح خالد بن عبد الله الأزهري (- 905 هـ / 1499 م)، وعلى هامش حاشية الباجوري [ ورد في قائمة كشف الظنون تسلسل (11) ].
62- مشارق الأنوار المضيئة لأحمد بن محمد القسطلاني (- 923 هـ / 1517 م) [ ورد في قائمة كشف الظنون تسلسل (37) ].
63- الزبدة الرائقة لزكريا بن محمد الأنصاري (- 926 هـ / 1520 م) [ ورد في قائمة كشف الظنون تسلسل (41) ].
64- شرح خضر بن محمود العطوفي (- 948 هـ / 1514 م) [ ورد في قائمة كشف الظنون تسلسل (14) ].
65- راحة الأرواح لمحمد بن مصطفى شيخ زادة القوجوي (- 951 هـ / 1544 م) وطبع على هامش شرح الخربوتي [ ورد في قائمة كشف الظنون تسلسل (3) ].
66- شرح محمد بن محمد الغزي العامري (- 984 هـ / 1576 م) [ ورد في قائمة كشف الظنون تسلسل (2) ].
67- شرح الحسن بن الحسين التالشي (- هـ) [ ورد في قائمة كشف الظنون تسلسل (27) ].
68- شرح محمد بن الحسن القدسي البرموني (- حوالي 990 هـ / 1582 م) [ ورد في قائمة كشف الظنون تسلسل (23) ].
69- شرح محمد بن بدر الدين الأقحصاري (- 1001 هـ / 1593 م) [ ورد في قائمة كشف الظنون تسلسل (19) ].
70- الزبدة لعلي بن محمد القارئ الهروي (- 1014 هـ / 1605 م) [ ورد في قائمة كشف الظنون تسلسل (35) ].
71- شرح محمد بن علي البالي شمس الدين (- 1024 هـ / 1615 م).
72- شرح محمد بن يوسف أبى اللطف القدسي رضي الدين (- 1028 هـ/ 1619 م) [ ورد في قائمة كشف الظنون تسلسل (20) ].
73- شفاء القلب الجريح لعبد الواحد بن أحمد بن عاشر الأنصاري (- 1040 هـ / 1630 م).
74- شرح أبي البقاء أيوب بن موسى الحسيني الكفَّوي (- 1094 هـ / 1683 م).
75- شرح لأبي عبد الله الإلبيرى (- هـ).
76- شرح بحر بن رئيس صلاح الهاروني المالكي (- هـ) [ ورد في قائمة كشف الظنون تسلسل (4) ].
77- شرح من يسمى الإمام الحنبلي (- هـ).
78- شرح محمد بن عبد الحق السبتي (- هـ).
79- شرح علي بن إبراهيم بن إدريس الأنطاكي.
80- الدرة المضيئة لمحمد بن أبي بكر بن محمد سليمان الكردي (الكرّاري) الشهراني الحنفي (- هـ) [ ورد في قائمـة كشف الظنـون تسلسـل (32) ].
81- الدرة الفريدة لمحمد الشافعي العناني (- 1098 هـ / 1678 م).
82- زبدة القاري لعثمان بن عبد الله الكلسِّ العرياني الحلبي (- هـ).
83- عصيدة الشهدة لعمر بن أحمد الخربوتي (- هـ).
84- جامع الكنوز لمحمد المصري (- هـ).
85- شرح عبد الحق بن عبد الفتاح (- حوالي 1119 هـ / 1707 م).
86- شرح محمد بن مصطفى المدرني (- هـ).
87- شرح سعيد بن أحمد السملالى (- هـ).
88- شرح عبد الله بن علي العكاشي الطبيب (- هـ).
89- شرح الحسن بن محمد النجفي (- هـ).
90- شرح عبد الله بن فخر الدين بن يحيى الحسيني الموصلي (- هـ).
91- شرح سعد الله الخلوتي ( - هـ) [ ورد في قائمة كشف الظنون تسلسل (36) ].
92- شرح موسى بن محمد التبردار ( - هـ).
93- شرح أحمد بن محمد الحاج ( - هـ).
94- لوامع أنوار الكوكب لأبي عبد الله محمد بن أحمد بنِّيس ( - هـ).
95- حاشية على متن البردة إبراهيم بن محمد الباجوري ( - 1277 هـ / 1860 م).
96- النفحات الشاذلية في شرح البردة البوصيرية للشيخ حسن العدوي الحمزاوي (303 هـ/1885 م).
97- شرح أحمد فتحي باشا ( - 1914 م): طبع في (( مجموع الشروح)).
98- شرح فارسي لمحمد غيور قادري.
99- شرح فارسي لغضنفر بن جعفر الحسيني [ ورد في قائمة كشف الظنون تسلسل (33) ].
100- شرح فارسي لمحمد بن نصير فبيصي كرماني شمس إِمام ( - هـ).
101-شرح فارسي مجهول.
102- شرح لمحمد بن سعد الآلاني ( - هـ).
103- البرق اللميح لعبد الحق بن الحسين الحجاجي ( - هـ).
104- العمدة لإسماعيل بن عثمان بن أبي بكر يوسف النيازي ( -  هـ).
105- شرح مجهول مؤلف.
106- شرح فارسي ليوسف بن محمد بن شهاب الجامي يوسف أهله من هراة ( -  هـ).
107- شرح لمحمد الأنصاري ( ورد في قائمة كشف الظنون تسلسل (41)).
108- شرح تركي لأحمد بن مصطفى [ ورد في قائمة كشف الظنون تسلسل (17) ].
109- شرح تركي لسعد الله الحلواني ( -  هـ).
110- شرح تركي لحسن فهمي ( -  هـ).
111- خواص البردة في برء الداء لعبد السلام بن إدريس المراكشي ( - 660 هـ / 1262 م) وله رواية أخرى.
112-رسالة في خواص الكواكب الدريّة لمحمد بن محمد بن عبد الواحد بن عبد الرحيم التمتمي.
113- شرح لمحمد بن بهادور الزركشي (794 هـ)[ورد في قائمة كشف الظنون تسلسل (21) ].
114- شرح لمحمد بن عبد الله بن محمود ( -  هـ).
115-شرح عربي فارسي لنظام الدين بن محمد رستم الخوجندي تلميذ السيـالكوتي (-1062هـ/ 1651 م).
116- شرح أحمد بن محمد الخفاجي ( - 1001 هـ / 1658 م).
117- شرح عبد القادر بن عمر البغدادي ( - 1093 هـ / 1682 م).
118- شرح تركي بعنوان (توسل) محمد مكي أفندي.
119- شرح تركي لمحمد خيري أفندي ( -  هـ).
120- شرح تركي لعثمان توفيق بك من سالونيك ( -  هـ).
121- حاشية لمحمد بن بهادور الزركشي ( - 794 هـ).
122- شرح لأحمد بن شمس الدين الدولة آبادي ( 849 هـ - 1445 م).
123- العمدة، لإسماعيل بن عثمان بن أبي بكر النيازي ( -  هـ).

ملاحظـة:- وقد عد آلورت 31 شرحًا آخر في كتالوجه لبرلين 7824.
- الشروح التي وردت في المركز الوطني للمخطوطات بغداد العراق:

124- الجرأة في شرح البرأة ضياء الدين حيدر بن عبد الله الحيدري كان حيًا سنه (1304 هـ).
125- الزبدة الرائقة في شرح البردة الفائقة ابي يحيى زكريا بن محمد الأنصاري ( - 926 هـ / 1520 م) وهو شرح ممزوج على قصيدة البردة للبوصيري [ ورد في قائمة كشف الظنون تسلسل (41) ]
126- الزبدة في شرح البردة نور الدين علي بن سلطان محمد القاري ( - 1014 هـ/ 1606 م) [ ورد في قائمتي كشف الظنون تسلسل (35) وتاريخ الأدب تسلسل (70) ].
127- الزبدة في شرح البردة ابي الفضل بدر الدين محمد بن محمد الغزي (- 984 هـ / 1576 م) [ ورد في قائمتي كشف الظنون تسلسل (2) وتاريخ الأدب تسلسل (66) ].
128- شرح قصيدة البردة سليمان الحنائي كان حيًا سنة ( 1204هـ / 1789 م).
129- شرح قصيدة البردة شهاب الدين عبد الرحمن بن إسماعيل المقدسي ابي شامة ( - 665 هـ) [ ورد في قائمتي كشف الظنون تسلسل (25) وتاريخ الأدب تسلسل (45) ].
130- شرح قصيدة البردة عبد الله بن فخر الدين الأعرج ( - 1188هـ / 1774 م) [ ورد في تاريخ الأدب تسلسل (90) ].
131- شرح قصيدة البردة علي بن رسول السوسني، كان حيًا ( 1165هـ / 1751 م).
132- شرح قصيدة البردة لعيسى بن أحمد ( - 1182هـ / 1768 م).
133- شرح قصيدة البردة فخر الدين محمد الشيرازي كان حيًا ( 809هـ / 1406 م) وهوشرح مختصر [ ورد في قائمة كشف الظنون تسلسل (30) ].
134- شرح قصيدة البردة جلال الدين محمد بن أحمد المحلي الشافعي ( - 864هـ / 1459 م) [ ورد في قائمتي كشف الظنون تسلسل (12) وتاريخ الأدب تسلسل (59) ].
135- شرح قصيدة البردة محمد الثيري المعروف بالعيشي ( - 1016هـ / 1607 م).
136- لم يعلم الشارح.
137- لم يعلم الشارح ( كتبها يوسف بن إسماعيل) القرن الثالث عشر الهجري.
138- لم يعلم الشارح.
139- العدة في شرح البردة أبي جعفر أحمد بن عبد الله اليمني المقرئ ( -  هـ).
140-خواص البردة في برء الداء عبد السلام بن إدريس المراكشي (-660هـ)( ورد في بروكلمان ت111).
141- الزبدة في شرح البردة زين الدين خالد بن عبد الله الأزهري ( - 905هـ) [ ورد في قائمتي كشف الظنون تسلسل (11) وتاريخ الأدب تسلسل (61) ].
- الشروح التي وردت في كتاب المدائح النبوية في الأدب العربي للدكتور زكي مبارك:[9]

142-شـرح ابـن الصائـغ (- 776هـ)(ورد في بروكلمـان ت49 وكشـف الظنـون ت16).
143- شرح علي بن محمد القَلَصَأي ( - 891هـ).
144- شرح الشيخ خالد الأزهري (- 905هـ)(ورد في بروكلمان ت61 وكشف الظنون ت11).
145- شرح علاء الدين البسطامي ( - 875هـ).
146- شرح يوسف بن أبي اللطف القدسي المتوفى بعد الألف للهجرة ( ورد في بروكلمان ت72 وكشف الظنون ت20).
147- شرح يوسف البسطامي من علماء القرن التاسع ( ورد في بروكلمان ت28).
148- شرح ملّا علي ( - 1014هـ) ( ورد في بروكلمان ت70).
149- شرح الشيخ زاده محي الدين ( - هـ)أقدم نسخة تأريخها (-949هـ)(ورد في كشف الظنون ت3).
150- شرح جلال الدين المحلى (- 864هـ)(ورد في بروكلمان ت59 وكشف الظنون ت12).
151- شرح محمد بن أحمد المرزوقي ( - 881هـ).
152-شرح عبد الحق عبد الفتاح من علماء القرن الثاني عشر ( ورد في بروكلمان ت85).
153- شرح محمد المصري من علماء القرن الحادي عشر ( ورد في بروكلمان ت84).
154- شرح ملا محمد من علماء القرن الحادي عشر.
155- شرح زكريا الأنصاري ( - 926هـ) ( ورد في بروكلمان ت63 وكشف الظنون ت41).
156- شرح عمر الخربوتي من علماء القرن الثالث عشر ( ورد في بروكلمان ت83).
157- شرح القسطلاني ( - 923هـ) وهو شارح البخاري في ( ورد في بروكلمان ت62 وكشف الظنون ت37).
158- شرح محمد بن مصطفى المدرني من علماء القرن الثاني عشر (ورد في بروكلمان ت86).
159- شرح محمد عثمان الميرغني من علماء القرن الثالث عشر.
160- شرح الشيخ حسن العدوي الحمزاوي ( - 1303هـ) ( ورد في بروكلمان ت96).
161- شرح الباجوري ( - 1276هـ) ( ورد بروكلمان ت95).
162- شرح العلامة يعيش محمد أفندي / مخطوط في مكتبة المتحف العراقي برقم 691 ذكره في مقدمة ( شرح لبردة للشيخ خالد الأزهري) محمد علي حسن.
163- شرح العلامة عبد الرحمن بن خلدون. ذكره لسان الدين الخطيب في كتابه الإحاطة في تأريخ غرناطة / فتحي عثمان.
164- شرح العلامة أبي الهدى عيسى صفاء الدين القادري النقشبندي البندنيجي أتمه في ( - 1229هـ) المكتبة القادرية بغداد / مخطوط برقم ف 1139 / س1134.
165- شرح الشيخ محمد بن سعد بن يوسف الآلاني – المكتبة القادرية بغداد مخطوط برقم ف1187 مجموعه س1182 ( ورد في بروكلمان ت102).
- ما ورد في الذريعة إلى تصانيف الشيعة للعلامة آقابزرك الطهراني ( - 1389هـ):

166- شرح المولى شرف الدين علي اليزدي المعمائي ( - 830هـ).
167- شرح الشيخ بهاء الدين محمد بن الحسين بن عبد الصمد ألحارثي ( - 1030هـ).
168- شـرح الأمير عبد الوهـاب بن طاهـر بن علي بن داود الحسيني الاستربادي باللغـة الفارسية سنة ( - 875هـ).
169- شرح السلطان غياث الدين محمد – وقف سنه 1024 هـ.
170- شرح السيد الميرزا محسن بن الميسر عبد الغفار الحسيني الدهخوا رقاني المعاصر.
- التسبيعات التي وردت في كشف الظنون لحاجي خليفة من ص1331 إلى ص1336

1- تسبيع البردة لجمال الدين محمد بن الوفاء ( - هـ).
- ما ورد في تأريخ الأدب العربي لكارل بروكلمان جـ5 ص81 - 97.

2- تسبيع البردة لعثمان أو صلاح الدين أحمد بن محمد الشرفي الدمشقي أو لجمال الدين محمد بن الوفاء أو لمجهول.
3- تسبيع البردة محمد المصري النيازي ( - 1111هـ / 1699 م).
4- مجهول: طبع في القاهرة سنة 1311 هـ.
5- تفريج الشدة عبد الله بن عمر البيضاوي ( - 696هـ / 1296 م).
6- تسبيع البردة محمد الملاطي المصري الخلوتي القادري ( -  هـ).
7- تسبيع البردة شمس الدين محمد بن عبد الله المكي المالكي ( -  هـ).
8- تسبيع البردة أحمد بن محمد الرفاعي ( - هـ).
9- تسبيع البردة عبد الحميد قدس ( - هـ).
10- مجهول: مانشستر 473، المتحف البريطاني 622. رقم 4 – بودليانا 2 / 415.
11- تسبيع البردة جويشان وزير مصر أمير عثمان باب الرومي ( -  هـ).
- المركز الوطني للمخطوطات بغداد العراق:

12- تسبيع البردة محمد الملطي الخلوتي القادري (القرن 11هـ) [ ورد في قائمة تأريخ الأدب العربي تسلسل (6) ].
13- تفريج الشدة في تسبيع الردة ناصر الدين بن عبد الله بن عمر البيضاوي ( - 685هـ) ورد في بروكلمان ت5 وفاته 696هـ.
- المدائح النبوية في الأدب العربي د. زكي مبارك ص203 :

14- تسبيع شهاب الدين أحمد بن عبد الله المكي وقد التزم في بداية كل تسبيع بذكر لفظ الجلالة.
15- تسبيع محمد المصري وقد تقدم أنه من شراح البردة وقد التزم في بداية كل تسبيع بذكر لفظ محمد / ( ورد في بروكلمان ت6 والمركز الوطني للمخطوطات ت12).
- التخميسات التي وردت في كشف الظنون لحاجي خليفة من ص1331 إلى ص1336:

1-تخميس البردة زين الدين أبوالعز (أبوالمظفر)طاهر بن حسن المعروف بابن حبيب الحلبي (808هـ).
2- تخميس البردة سليمان بن علي القراماني ( - 924هـ) ( 974).
3- تخميس البردة محمد نبادكاني (بيادكاني) ابن صافي في حدود ( - 900هـ).
4- تخميس البردة أبو الفضل أحمد بن أبي بكر المرعشي ( - 872هـ).
5- تخميس البردة عبد الله بن محمود المعروف بكجوك محمود زادة ( - 1042هـ).
6- تخميس البردة يوسف بن موسى الجذامي (( 767)) هـ.
7- تخميس البردة اسعد بن سعد الدين المفتي من آل حسن جان المشهور ( - 1034هـ).
8- تخميس البردة يحيى بن زكريا المفتي ( -   هـ).
9- تخميس الكواكب الدرية في مدح خير البرية الشيخ شمس الدين محمد بن خليل المقري الحلبي المعروف بابن القباقبي ( - 849هـ).
10- تخميس البردة الشيخ الأديب ناصر الدين بن عبد الصمد معيد المدرسة المالكية بالفيوم.
11- تخميس آثار المعشوق (( آثار العشرة)) شعبان بن محمد القريشي ( -   هـ).
12- تخميس البردة الأمام شهاب الدين أحمد بن محمد الحجازي ( - 875هـ) (879).
13- تخميس البردة بالتركي والعربي ليحيى بن عبد الله الدفتري المصري ( -   هـ).
14- تخميس البردة الشيخ نجم الدين محمد بن أحمد بن عبد الله القلقشندي الشافعي ( - 876هـ).
- ما ورد في تاريخ الأدب العربي لكارل بروكلمان ج5 ص81 – 97:

15- تخميس البردة لمحمد مكي أفندي ( -   هـ).
16- تخميس البردة محمد بن أبي زيد عبد الرحمن المراكشي، ولد سنة (739هـ /  1338 م).
17- تخميس البردة عبد اللطيف بن أحمد الشافعي ( - 801هـ / 1398 م).
18- العمدة في المختار من تخاميس البردة، وله ملحق (( حل العقدة في تخميس البردة))، وهو الفصل الثاني من كتابه (( مفتاح باب الفرج)) لزين الدين أبي سعيد شعبان بن محمـد بـن داود بن علي المصري القريشي الآثاري العثماني الشافعي ( - 828هـ/ 1425 م)، ويحتوي على تخاميس:-
أ- تخميس البردة لبدر الدين أحمد بن محمد بن علي الصاحب الحموي (-حوالي785هـ/1383م).
ب- تخميس البردة مجد الدين إسماعيل بن إبراهيم بن محمد الكناني الحنفي (-حوالي787هـ/ 1385 م).
جـ- تخميس البردة زين الدين طاهر بن حسن بن عمر بن حبيب الحلبي ( - 708هـ /1405م) [ ورد في قائمة كشف الظنون تسلسل (1) ].
د- تخميس البردة فتح الدين ابي عبد الله محمد بن عماد الدين إبراهيم بن الشهيد الشافعي ( - 793هـ / 1391 م) ( انظر شذرات الذهب لأبن العماد 6/ 329) والمؤلف نفسهُ ( ورد في قائمة كشف الظنون ت1).
19- تخميس البردة أبي بكر بن حجة الحموي ( - 837هـ / 1433 م).
20- تخميس البردة محمد بن أحمد بن عبد الله بن مامايا بن الرومي ( - 987هـ /1579 م).
21- تخميس البردة صدقة الله القاهري ( - 1105هـ / 1693 م ) وطبع مع قصيدة الوترية لمحمد بن أبي بكر البغدادي.
22- تخميس البردة محمد خليل بن القباقبي (-849هـ/1445م)[ ورد في قائمة كشف الظنون تسلسل (9) ].
23- تخميس البردة محمد بن أحمد بن أبي العيد القصبي المالكي السخاوي ( -   هـ).
24- تخميـس البـردة ناصر الديـن محمـد بن عبـد الصمـد المكي الفيومـي ( -   هـ).
25- تخميس البردة شريف أفندي ( -   هـ).
26- تخميس البردة عبد الرحمن أحمد بن يوسف بن مقللش ( -   هـ).
27- تخميس البردة شمس الدين محمد الفيومي ( في القرن الثامن الهجري ) ( -   هـ).
28- تخميس البردة أبي بكر بن رمضان بن موك ( -   هـ).
29- مجهول.
30- تخميس البردة محمد بن منصور بن عيادة ( -   هـ).
31- تخميس البردة علاء الدين بن علي أمين الدين بن سالم الغزّي ( -   هـ).
32- تخميس البردة شهاب الدين أحمد بن مجد الدين سالم الأذرعي ( -   هـ).
33- تخميس البردة الدمياطي ( -  هـ).
34- تخميس البردة خليفة بن أحمد البسطامي ( - حوالي 960هـ / 1553 م ).
35- تخميس البردة عبد الرحيم بن عبد الرحمن بن محمد السيوطي الجرجاوي ( -  هـ).
36- تخميس البردة شمس الدين محمد بن خليل الحلبي ( -   هـ).
37- تخميس البردة شهاب الدين أحمد بن محمد الوفائي ( -   هـ).
38- تخميس البردة زياد الأندلسي ( -   هـ).
39- التحفة العزّية التي كانت شرحًا منظومًا مخمسًا لقصيدة البردة، القاضي عبد الرحيم البخاري الجويباري ( -    هـ).
40- تخميس البردة محمد بن الشماع المصري ( -      هـ).
41- تخميس البردة محمد بن محمد بن محمد البتاتكاني الطوسي ( = البيادكاني بن صافي: حاجي خليفة ) ( - 900هـ / 1494 م )  [ ورد في قائمة كشف الظنون تسلسل (3) ].
42- تخميس البردة عثمان أفندي ( -     هـ).
43- تخميس البردة عمر القصبي اليقضي ( -      هـ).
44- تخميس البردة محمد بن إبراهيم ( - بعد 984هـ / 1576 م ).
45- تخميس البردة عشري إسماعيل بن درويش بن مصطفى بن عثمان بن عوض بن عويضة السبكي الخصوصي ( -      هـ).
46- الأفلاك الدورية على الكواكب الدرية، عز الدين محمد بن عبد الله العلوي اليمني (-  هـ).
47- أنيس الوحدة في تخميس البردة عباس أفندي فوزي الداغستاني ( -     هـ).
48- تخميس البردة بالتركية لمحمد سليمان نحيفي ( - حوالي 1123هـ / 1711 م ).
49- تخميس البردة بالتركية لأحمد مصطفى ( -      هـ).
50- تخميس البردة بالتركية لعباس فيظي أفندي ( -      هـ).
- ملاحظـة:- هناك مجموعة من (30) تخميسًا في جوتا (2285) و(69) تخميسًا في القاهرة ثان 3 / 49 – 52.
- المركز الوطني للمخطوطات بغداد العراق:

51- التحفة اللطيفة للبردة الشريفة علي عبد الجواد الموصلي ( - 1202).
52- تخميس البردة محمد رضا بن أحمد بن حسن النحوي ( - 1226هـ).
53- تخميس البردة شمس الدين الساوجي الشهير بابن الصائغ، مع ترجمتها للفارسية.
54- تخميس البردة محمد أسعد العينتابي ( -     هـ).
55- تخميس البردة ناصر الدين بن محمد الفيومي ( -     هـ) [ ورد في قائمة تأريخ الأدب العربي تسلسل (24) ].
56- تخميس البردة أبي عبد الله محمد بن أحمد بن محمد بن أحمد الحفيد التلمساني (- 842هـ).
57- تخميس البردة محمد بن سعد ( -    هـ).
58- تخميس البردة محمد أمين بن خير الله العمري الموصلي ( - 1203هـ).
59- تخميس البردة للشيخ محمد معروف بن مصطفى بن أحمد النودهي البرزنجي (-1254هـ).
60- الدرة المنيفة في تخميس البردة الشريفة علي جاورش بن ميرعلي البغدادي الشهير بباباجان كان حيٍا سنة 1048هـ.
- المدائح النبوية في الأدب العربي د. زكي مبارك / التخميسات ص202 :

وأما الذين خمسوها فيبلغ عدد من عرفنا أخبارهم نحو الثمانين وفي دار الكتب المصرية تسعة وستين تخميسٍا من رجال مصر والمغرب والشام والعراق.
61- تخميس البردة الشيخ علي الوهبي الموصلي الملقب بالجفعتري – عن كتاب تنفيس الشدة لإبراهيم حقي الموصلي.
62- تخميس عبد الله العمري–باشعالم–الموصلي عن كتاب تنفيس الشدة لإبراهيم حقي الموصلي.
63- تخميس تنفيس الشدة في تخميس للسيد إبراهيم حقي الموصلي ( - 1340هـ).
64- تخميس السيد علي بن أحمد الشهير بالسيد خان الحسيني ( - 1118هـ).
- ورد في مقدمة محقق ( شرح الشيخ خالد الأزهري على البردة ) محمد علي حسن.

65- تخميس محمد بن أبي العبد الشماوي ( - 994هـ) ذكره فتحي عثمان.
66- تخميس العشري السبكي ( - 1308هـ) ذكره فتحي عثمان.
67- تخميس عبد العزيز محمد (معاصر) ذكره فتحي عثمان.
68- تخميس علي مبروك قضيب الدمنهوري (      ) ذكره فتحي عثمان.
69- تخميس سلمان نجم الراوي الملقب بالدقاق ( 1889 – 1988 م ).
70- تخميس عبد اللطيف الصيرفي ( - 1322هـ).
71- تخميس محمد فرغلي الطهطاوي.
- التشطيرات التي وردت في تأريخ الأدب العربي لكارل بروكلمان ج5 ص81 – 97:

1- تشطير البردة عمر بن محمد بن عباس القفصي ( -     هـ).
2- تشطير البردة أحمد الدلنجاوي ( -     هـ).
3- دفع الشدة في تشطير البردة أو جلب المسرات وتفريج الشدة في تصدير وتعجيز البردة، عبد الحميد بن محمد علي ( -   هـ).
4- تشطير البردة رمضان جلاوة ( - 1887م ) (جاريت 70 ( وفيه: حلاوة).
5- برء السقيم عبد الرحيم بن عبد الرحمن علي بن مكي السيوطي المالكي الجرجاوي ( -  هـ).
6- تشطير البردة أحمد بن أحمد بن عثمان بن سالم العوامي ( -    هـ).
7- تشطير البردة أحمد بن عبد الوهاب الجرجاوي ( - 1254هـ / 1838 م ).
8- تشطير البردة أحمد بن شرقاوي بن مساعد الخلوتي ( - 1316هـ / 1898 م ).
9- تشطير البردة أبي الهدى حسن وادي الصيادي الرفاعي ( -     هـ).
10- تصدير البردة وتعجيزها أحمد الحفظي بن عبد الخالق الزوزني العجيلي اليمني ( -   هـ).
11- تشطير البردة محمد بك فرغلي الأنصاري الطهطاوي ( ولد 1280 هـ).
12-شفاء العليل عبد القادر بن سعد الرافعي الطرابلسي (-   هـ)وطبع في القاهرة في ((نيل المريد)).
13- تشطير البردة سالم أبي النجم البولاقي القاهري ( -     هـ).
14- الفيوض الرحمانية محمد بن إبراهيم بن خليل العزازي الحسيني الأزهري ( -    هـ).
15- الدرة الزاهرة بتضمين البردة الفاخرة الشيخ قاسم (-      هـ).
16- علي أفندي السيد في: (( معارضات البردة )) لحسن ألعاملي ( -     هـ).
17- تضمين شعري بعنوان: (( مفرج الشدة تضمين البردة )) .
- التشطيرات التي وردت في المركز الوطني للمخطوطات بغداد العراق:

18- الدرة المعنية على الكواكب الدرية شمس الدين محمد بن محمد بن محمد بن علي الشافعي المعري المعروف بابن الشماع ( - 863هـ).
19- تشطير البردة أبي نصر محمد بن عبد الله الطرابلسي ( - 1218هـ).
- التشطيرات والتضمينات التي وردت في كتاب المدائح النبوية في الأدب العربي زكي مبارك ص200:

20- تضمين الشيخ قاسم (..   ) ( ورد بروكلمان ت15 ).
21- تشطير أحمد بن شرقاوي الخلفي ( - 1250هـ).
22- تشطير احمد بن عبد الوهاب الجرجاني ( - 1254هـ) ( ورد في بروكلمان ت7 ).
23- تشطير أحمد بن عثمان العوامي (..    ) ( ورد في بروكلمان ت6 ).
24- تشطير رمضان حلاوة من علماء آخر القرن الثالث عشر ( ورد في بروكلمان ت4 ).
25- تشطير أبو الهدى الصيادي ( ورد في بروكلمان ت9 ).
26- تشطير أحمد الحفظي ( ورد في بروكلمان ت10 ).
27- تشطير عبد الرحيم الجرجاوي ( ورد في بروكلمان ت5 ).
28- تشطير محمد فرغلي الطهطاوي ( ورد في بروكلمان ت11 ).
29- تشطير عبد العزيز بك محمد.
- مقدمة محمد علي حسن على شرح البردة للشيخ خالد الأزهري:

30- تشطير الشيخ سالم أبو نجم شاعر بولاق ( ورد في بروكلمان ت13 ).
31- تشطير الشيخ عبد القادر سعيد الرافعي ( ورد في بروكلمان ت12 ).
32- تشطير محمد سعيد السويدي.
33- تشطير عبد الوهاب النقشبندي.
34- تشطير فضل الله الأنصاري.
35- تشطير حسين بن علي بن حسن بن محمد بن فارس العشاري البغدادي ( - 1195هـ) – ديوان طبع بغداد.

### ثانيا البديعيات
1. بديعية أبي عبد الله محمد بن أحمد بن علي الهوّاري المعروف بابن جابر الأندلسي (-780هـ) (بديعية العميان).
2. بديعية صفي الدين الحلي ( - 750هـ) «الكفاية البديعية في المدائح النبوية»
3. بديعية عز الدين الموصلي ( - 789هـ)
4. بديعية أبي بكر علي بن حجة الحموي ( - 837هـ)، وسماها «تقديم أبي بكر»، في 142 بيتًا.
5. بديعية ابن المقري (-837هـ) (الجواهر اللامعة في تجنيس الفرائد الجامعة للمعاني الرائعة)
6. بديعية السيوطي ( - 911هـ) «نظم البديع في مدح خير شفيع» في 140 بيتًا.
7. بديعيتان للسيدة عائشة الباعونية
8. بديعية أبي الوفاء بن عمر الفرضي
9. بديعية السيد عبد الهادي الأبياري
10. بديعية الشيخ طاهر الجزائري
11. بديعية ابن خير الله الخطيب العمري
12. بديعيتان للشيخ عبد الغني النابلسي ( - 1143هـ)
13. بديعية قاسم بن محمد الحلبي
14. بديعية صدر الدين الحسيني ( - 1117هـ) في مائه وسبعة وأربعين بيتًا.
15. ثلاث بديعيات لأبي سعيد زين الدين شعبان بن محمد بن داود بن علي الآثاري القرشي (-828): الأولى «بديع البديع في مديح الشفيع» وهي الصغرى في 199 بيتًا، والثانية «بديع البديع في مديح الشفيع» أيضًا وهي الوسطى وهي 308 أبيات، والثالثة «العقد البديع في مديح الشفيع» وهي الكبرى وهي 407 أبيات.
16. بديعية الشيخ محمد بن مصطفى الغلامي ( - 1186هـ) وردت في كتاب «الروض النضر في تراجم أدباء العصر» لأبي النور عثمان أفندي العمري.
[14]

27- بديعية عائشة بنت يوسف بن أحمد بن ناصر الباعوني أم عبد الوهاب الدمشقية ( - 922هـ) ( الفتح المبين في مدح الأمين ) في مائه وثلاثين بيتًا.
28- بديعية وجيه الدين عبد الرحمن بن محمد اليسني ( - 900هـ).
29- بديعية شرف الدين عيسى بن حجاج بن عيسى بن شداد السعدي القاهري ( - 807هـ).
30- بديعية أبي الوفاء بن عمر العرضي الشافعي.
31-بديعية قاسم بن محمد البكرة جي ( - 1169هـ).
32- بديعية غلام علي آزاد ( - 1200هـ).
33- بديعية محمود صفوت الساعاتي ( - 1298هـ).
34- بديعية عبد الهادي بن رضوان نجا الأبياري ( - 1305هـ).
35- بديعية عبد القادر الحسيني الادهمي الطرابلسي.
36- بديعية عبد الحميد قدس بن محمد علي الخطيب ( - 1135هـ).

37- بديعية علي بن دقماق الحسيني ( ت940 ) برلين.
38- بديعية عبد الله الزفتاوي ( - 1059هـ) برلين.
- ذكرت في المدائح النبوية (17) بديعية، وفي بحوث بلاغية (20) بديعية؛ تكرر منها (11) في المدائح النبوية بقي (9) بديعيات، وفي الروض النضير ذكر واحدة، وبديعيتان عند جرجي زيدان؛ - فيكون المجموع تسعة وعشرين بديعية.

المعارضات للبردة التي ذكرها في كشف الظنون حاجي خليفة من ص1331 إلى ص1336 المجلد الثاني:
1- معارضة البردة سليمان بن علي القراماني ( - 924هـ).

2- (( الشهباء )) وهي تقليد البردة لمحمد بن موسى النجار (-     هـ).
- المعارضات للبردة التي وردت في المركز الوطني للمخطوطات بغداد العراق :

3- الكمالية في مدح خير البرية لأبي يوسف محمد كمال خاكي زادة المارديني، كان حيًا سنه     (- 1302هـ).
  
يمكن القول بأن جميع المدائح النبوية التي قيلت بعد البوصيري على الوزن والقافية كان أصحابها مسوقين بالروح البوصيريه ولم يمض عصر إِلا وللبردة فيه طراز وأَشهر من عارضها أَخيرًا :
4- محمود سامي البارودي عارض البردة بقصيدته (كشف الغمة في مدح سيد الأمة)(447 بيت).
5- أحمد شوقي عارض البردة بقصيدته ( نهج البردة ).
6- الشيخ أحمد الحملاوي سماها ( منهاج البردة).
7- الشيخ عقل ( - 1948 م ).
8- السيد عبد الحميد الخطيب وهو أحد رجال الحجاز الإعلام ( من نهج البردة ). وردنا في مقدمة ( شرح البردة لخالد الأزهري ) لمحمد حسن علي.

9- الشيخ علي سيد عاشور الأزهري ( بردة الصبا في مدح الرسول المجتبى  ) تقع في 46 صفحة وردت في مقدمة ( شرح البردة لخالد الأزهري ) لمحمد حسن علي.
10- علي بن حسن بن إبراهيم الانكوري المصري (1211 – 1270هـ) الملقب بالدرويش.
11- هلال بن سعيد العماني.
1- تسديس البردة لمجهول – المركز الوطني للمخطوطات رقم 33483.
2- تتسيع البردة لمجهول – برلين 7821 كارل بروكلمان.
3- ترجمة البردة إلى الفارسية برلين 7804 - 7806.
4- ترجمة البردة إلى التركية برلين 7807 أحمد رضوان.
5- خطها ياقوت المستعصمي الخطاط البغدادي المشهور مع التلوين والتذهيب والتزويق سنة ( - 673هـ ) في حياة مؤلفها – المركز الوطني للمخطوطات بغداد رقم 9141.